# 第26軍 (德國國防軍)
第26軍（德語：XXVI. Armeekorps）是二戰期間德國國防軍的一個軍。它存在於1939年至1945年，參與了東西線的數次戰役。在入侵波蘭期間，它也被稱為沃德里格軍團（德語：Korps Wodrig，以指揮官阿爾布雷希特·沃德里格命名）。